# Felício Milson
Felício Milson, né le 12 octobre 1999 à Luanda en Angola, est un footballeur international angolais qui évolue au poste d'ailier gauche à l'Étoile rouge de Belgrade.

## Biographie

### En club
Né à Luanda en Angola, Felício Milson commence le football dans le club local du Real Sambila avant d'être est formé au Portugal par le Leixões SC puis le CS Marítimo. C'est avec ce club qu'il commence sa carrière professionnelle, jouant son premier match à l'occasion d'une rencontre de championnat face au FC Porto. Il entre en jeu à la place de Franck-Yves Bambock et son équipe est battue par un but à zéro.
Le 12 février 2022, Felício Milson s'engage en faveur du club russe du Nijni Novgorod. Il joue son premier match pour le club le 26 février 2022, face au FK Oural Iekaterinbourg, en championnat. Il est titularisé et son équipe l'emporte par un but à zéro.
Le 6 février 2023, Felício Milson rejoint le MKE Ankaragücü sous la forme d'un prêt jusqu'à la fin de la saison.
Le 6 juillet 2023, Felício Milson rejoint le Maccabi Tel Aviv. Il signe un contrat de trois ans, soit jusqu'en juin 2026.
Le 26 juillet 2024, Felício Milson prend la direction de la Serbie afin de s'engager en faveur de l'Étoile rouge de Belgrade. Il signe un contrat de quatre ans, soit jusqu'en juin 2028.

### En sélection
Il honore sa première sélection avec l'équipe nationale d'Angola le 14 novembre 2020, lors d'une rencontre face à la république démocratique du Congo. Il entre en jeu et les deux équipes se neutralisent ce jour-là (0-0 score final).